# オオカバマダラ生物圏保護区
座標: 北緯19度36分23秒 東経100度14分30秒 / 北緯19.60639度 東経100.24167度
オオカバマダラ生物圏保護区（スペイン語: Reserva de la Biosfera de la Mariposa Monarca、マリポーサ・モナルカ生物圏保護区）は、大部分がメキシコのミチョアカン州の東部に位置し、残りはメキシコ高原中央部のメヒコ州の西部に存在しているユネスコの生物圏保護区である。その名前が示すように蝶の一種であるオオカバマダラ（マリポーサ・モナルカ）が越冬する際に暮らす地域の保護を主目的としている。毎年の秋に木々をオレンジ色に染め、木の枝を曲げるほどの夥しいオオカバマダラが北方から飛来し、一斉に飛び立つと空を覆い尽くし、羽ばたくと雨のような音を立てるというユニークな現象が保護区内で発生するため、2008年に世界遺産に登録された。
生物圏保護区はメキシコ中部のエヘ・ネオボルカニコという火山帯に位置し、バルサス低地とメキシコ高原の境界付近にある。2007年から2008年にかけての冬の時点で、メキシコ全土におけるオオカバマダラの主な生息地は12箇所あり、越冬地そのものの総面積は 4.72 ha である。この数字は、2004年から2005年の7箇所に比べて増えたことを意味している。その12箇所のうち8箇所が、オオカバマダラ生物圏保護区内に存在しており、さらにその8箇所のうち半分は一般公開されている。
生物圏保護区は新北区と新熱帯区の2つの生物地理区の接合部のメソアメリカ山岳というエコリージョンにあるため、生物多様性が高い。保護区内には主にオヤメルモミの森林、マツ属とモミ属の混合林、マルチネスピニョンマツなどのマツ林、オーク林およびシダーの森林の5種類の植生があり、他にはビャクシン属の森林と草原も見られる。オオカバマダラのほか、ルビーキクイタダキやサンショウウオのAmbystoma ordinariumなどの動物も生息している。
一般公開されている4箇所は以下の通りである。
シエラ・チンクア
ミチョアカン州のトラルプハウア（Tlalpujahua）やアンガンゲオ（Angangueo）の街の近くに位置している。
ラ・メサ
メヒコ州のサン・ホセ・デル・リンコン（San José del Rincón）近くに位置している。
エル・カプリン
メヒコ州のドナト・ゲラ（Donato Guerra）やサン・フアン・ソコヌスコ（San Juan Soconusco）近くに位置している。
エル・ロサリオ
ミチョアカン州のオカンポ（Ocampo）近くに位置している。
それ以外の生息地、例えばサン・ホセ・ビジャ・デ・アジェンデ（San José Villa de Allende）やイクスタパン・デル・オロ（Ixtapan del Oro）などに近い生息地は、蝶のコロニーを台無しにしてしまう虞があることから、観光は歓迎されていない 。
生物圏保護区内ではインフラストラクチャーに関する諸問題、とりわけ駐車場や商業地区でのごみ問題などを抱えてはいるが、とくにエル・ロサリオ保護地域（El Rosario）では多くの改善も見られるようになっている。これらには保安員が巡視しているよく整備された歩道も含まれている。それらの歩道は水に浸っている場所では侵食されることを防ぐために石やコンクリートが使われている。
2008年から2009年にかけての冬には、多くの越冬する蝶たちを追跡する計画が持ちあがっている。その調査には自動付着式の非常に軽いトレーサーを用いる予定で、蝶本来の羽ばたきを妨げないように配慮されている。その調査の目的は、春にアメリカやカナダなどに向けて北上する蝶たちの正確な行路を特定することにある。ただし、オオカバマダラは8ヶ月をかけ、保護区からカナダ東部などへ渡りをする間には4世代の出生と死亡が発生するため、なぜ翌年にまた大量に保護区に戻ってくるのはまだ解明されていない。

## 登録基準
この世界遺産は世界遺産登録基準のうち、以下の条件を満たし、登録された（以下の基準は世界遺産センター公表の登録基準からの翻訳、引用である）。
- (7) ひときわすぐれた自然美及び美的な重要性をもつ最高の自然現象または地域を含むもの。